# Powikłania wewnątrzczaszkowe zapalenia zatok przynosowych
Powikłania wewnątrzczaszkowe zapalenia zatok przynosowych są obok powikłań oczodołowych skutkiem nieleczonego zapalenia zatok (najczęściej przewlekłego zapalenia zatok klinowych, czołowych lub sitowych).
Zakażenie do wnętrza czaszki może rozprzestrzeniać się na trzech drogach:
- przez ciągłość (w przypadku destrukcji ściany kostnej zatoki, a także w przypadku urazów i złamań kości czaszki),
- przez naczynia krwionośne lub chłonne,
- przez krążenie ogólne (w przypadku uogólnionej bakteriemii).

Do powikłań wewnątrzczaszkowych należą:
- zapalenie opon mózgowo-rdzeniowych
- zapalenie szpiku kości czaszki
- ropień podtwardówkowy
- ropień nadtwardówkowy
- ropień mózgu
- zakrzepowe zapalenie zatoki jamistej.